# Liste der Kulturdenkmäler in Rheinbrohl
In der Liste der Kulturdenkmäler in Rheinbrohl sind alle Kulturdenkmäler der rheinland-pfälzischen Ortsgemeinde Rheinbrohl aufgeführt. Grundlage ist die Denkmalliste des Landes Rheinland-Pfalz (Stand: 9. Februar 2023).

## Denkmalzonen
| Bezeichnung                    | Lage                                             | Baujahr         | Beschreibung                                    | Bild                           |
| ------------------------------ | ------------------------------------------------ | --------------- | ----------------------------------------------- | ------------------------------ |
| Denkmalzone Jüdischer Friedhof | Rheinbrohl, östlich des Ortes im Lampenthal Lage | 17. Jahrhundert | im 17. Jahrhundert angelegt; etwa 60 Grabsteine | weitere Bilder Fotos hochladen |

## Einzeldenkmäler
| Bezeichnung                          | Lage                                                            | Baujahr                            | Beschreibung | Bild                           |
| ------------------------------------ | --------------------------------------------------------------- | ---------------------------------- | --- | ------------------------------ |
| Heiligenhäuschen                     | Rheinbrohl, Auf dem Sand, vor Nr. 1 Lage                        | 18. oder 19. Jahrhundert           | Heiligenhäuschen, schlanker Mauerblock, 18. oder 19. Jahrhundert (?) | BW                             |
| Wohnhaus                             | Rheinbrohl, Bachstraße 10 Lage                                  | 17. oder 18. Jahrhundert           | verputztes Fachwerkhaus, wohl aus dem 17. oder 18. Jahrhundert | BW                             |
| Wehrturm                             | Rheinbrohl, Bachstraße, hinter Nr. 18 Lage                      | 15. Jahrhundert                    | Reste eines Schalenturms der Ortsbefestigung an der Südostseite des Mauerrings, wohl aus dem 15. Jahrhundert                                                                      | BW                             |
| Wohnhaus                             | Rheinbrohl, Bachstraße 33 Lage                                  | erste Hälfte des 18. Jahrhunderts  | Fachwerkhaus, teilweise massiv, erste Hälfte des 18. Jahrhunderts | BW                             |
| Hoftor                               | Rheinbrohl, Grabenstraße, zu Nr. 2 Lage                         | 1624                               | Hoftor, Basalt, bezeichnet 1624 und 1713 | BW                             |
| Evangelische Kirche                  | Rheinbrohl, Hauptstraße Lage                                    | 1888                               | neugotischer Backsteinbau | weitere Bilder Fotos hochladen |
| Bahnhof Rheinbrohl                   | Rheinbrohl, Hauptstraße 1 Lage                                  | nach 1918                          | breitgelagerter Putzbau auf Bruchsteinsockel, Reformarchitektur, wohl kurz nach 1918                                                                                              | Fotos hochladen                |
| Villa                                | Rheinbrohl, Hauptstraße 14, 14a Lage                            | Ende des 19. Jahrhunderts          | Backstein-Villa, Neurenaissance, Ende des 19. Jahrhunderts; Gesamtanlage mit Park, straßenseitiger Einfriedung und Nebengebäude (Nr. 14a)                                         | Fotos hochladen                |
| Wohnhaus                             | Rheinbrohl, Hauptstraße 19 Lage                                 | um 1800                            | stattliches Fachwerkhaus, teilweise massiv, Mansarddach, um 1800, Torbogen bezeichnet 1671                                                                                        | BW                             |
| Villa Hilgers                        | Rheinbrohl, Hilgersstraße 9 Lage                                | um 1890/95                         | Villa, zweifarbige Klinkerfassaden, um 1890/95 | BW                             |
| Wohnhaus                             | Rheinbrohl, Kehrstraße 133 Lage                                 | 15. Jahrhundert                    | kleines Fachwerkhaus, teilweise massiv, 15. Jahrhundert | Fotos hochladen                |
| Wohnhaus                             | Rheinbrohl, Kehrstraße 138 Lage                                 | spätes 17. Jahrhundert             | Fachwerkhaus, teilweise massiv, wohl noch aus dem 17. Jahrhundert | Fotos hochladen                |
| Katholische Pfarrkirche St. Suitbert | Rheinbrohl, Kirchstraße Lage                                    | 1852–56                            | neugotische Basilika, 1852–56, Architekt Vinzenz Statz | weitere Bilder Fotos hochladen |
| Alter Bahnhof                        | Rheinbrohl, Kirchstraße 2 Lage                                  | um 1870/80                         | ehemaliger Bahnhof (?); kleines Empfangsgebäude, eingeschossiger Güterschuppen, separates Nebengebäude, um 1870/80                                                                | Fotos hochladen                |
| Rathaus                              | Rheinbrohl, Kirchstraße 6 Lage                                  | 18. Jahrhundert                    | ehemaliger Gertrudenhof, heute Rathaus; Fachwerkbau, teilweise verschiefert, 18. Jahrhundert                                                                                      | Fotos hochladen                |
| Katholische Gertrudenkapelle         | Rheinbrohl, Kirchstraße, neben Nr. 6 Lage                       | erste Hälfte des 13. Jahrhunderts  | kleiner Saalbau, 17. Jahrhundert, Ostchorturm, erste Hälfte des 13. Jahrhunderts                                                                                                  | weitere Bilder Fotos hochladen |
| Wohnhaus                             | Rheinbrohl, Kirchstraße 8 Lage                                  | 1585                               | massiver Putzbau, Renaissancefenster, bezeichnet 1585 | Fotos hochladen                |
| Kartäuserhof                         | Rheinbrohl, Kirchstraße 10/12 Lage                              | 17. Jahrhundert                    | ehemaliger Kartäuserhof; stattliches zweiflügliges Fachwerkhaus, 17. Jahrhundert                                                                                                  | BW                             |
| Quereinhaus                          | Rheinbrohl, Kirchstraße 22 Lage                                 | 1837                               | stattliches Bruchstein-Quereinhaus mit Kniestock, bezeichnet 1837; Gesamtanlage mit rückwärtiger Hoffläche und Nebengebäuden                                                      | BW                             |
| Hofanlage                            | Rheinbrohl, Kirchstraße 80/82 Lage                              | zweite Hälfte des 18. Jahrhunderts | Bruchsteinbau, überbaute Torfahrt und Wirtschaftsteil teilweise mit Fachwerk, zweite Hälfte des 18. Jahrhunderts, im Kern älter                                                   | Fotos hochladen                |
| Pfarrhaus                            | Rheinbrohl, Kirchstraße 86 Lage                                 | zweite Hälfte des 18. Jahrhunderts | Pfarrhaus; repräsentativer barocker Mansardwalmdachbau, zweite Hälfte des 18. Jahrhunderts                                                                                        | BW                             |
| Maria-Hilf-Kapelle                   | Rheinbrohl, Maria-Hilf-Straße, Ecke Friedrich-Ebert-Straße Lage |                                    | neugotischer Bruchsteinbau | weitere Bilder Fotos hochladen |
| Hoftor                               | Rheinbrohl, Vogtstraße, zu Nr. 4 Lage                           | 1598                               | Hoftor, Basalt, bezeichnet 1598 | BW                             |
| Hoftor                               | Rheinbrohl, Vogtstraße, zu Nr. 6 Lage                           | 1583                               | Hoftor, Basalt, bezeichnet 1583 und 1703 | BW                             |
| Ehrenmal                             | Rheinbrohl, südlich des Ortes Lage                              | 1931–33                            | militärische Gedenkstätte mit Kapelle, bezeichnet 1931–33, 1958–60 wiederaufgebaut                                                                                                | weitere Bilder Fotos hochladen |
| Hofanlage                            | Arienheller, Nr. 7 Lage                                         | Anfang des 20. Jahrhunderts        | landgutartige Hofanlage; repräsentativer Mansarddachbau, Anfang des 20. Jahrhunderts, Wirtschaftshof                                                                              | BW                             |
| Heiligenhäuschen                     | Arienheller, gegenüber Nr. 7 Lage                               | 18. oder 19. Jahrhundert           | Heiligenhäuschen, Mauerblock mit spitzgiebliger Nische, 18. oder 19. Jahrhundert                                                                                                  | Fotos hochladen                |
| Zisterzienserkapelle                 | Arienheller, in Nr. 16 Lage                                     | 16. Jahrhundert                    | im Ostflüge des evangelischen Altenheims ehemalige Zisterzienserkapelle; Reste eines Massivbaus mit Kreuzstockfenstern, 16. Jahrhundert, neugotischer Erker, kleiner Kapellenchor | Fotos hochladen                |